# 彭宗珠
彭宗珠（1915年—1985年），男，河南新县人，中华人民共和国政治人物，曾任安徽省人民委员会副省长，安徽省政协副主席。